# Schylikowate
Schylikowate, miastkowate (Mordellidae) – rodzina owadów z rzędu chrząszczy.
Przedstawiciele tej rodziny to stosunkowo małe owady zwykle czarno ubarwione, które żyją na łąkowych kwiatach. Dzięki temu, że segmenty ich tułowia i odwłoka zwężają się ku tyłowi tworząc coś na kształt pióra, a dodatkowo zwykle odwłok jest wydłużony w ostry wyrostek mają swoisty sposób ucieczki w razie zagrożenia. Mianowicie przewracają się na bok i zaczynają szybko koziołkować i skakać, by w końcu skutecznie uciec.